# Томление (кулинария)
Томле́ние — метод приготовления блюд с помощью медленного, длительного тушения при постоянной невысокой температуре в плотно закрытой посуде (обычно ниже точки кипения воды). Томлёные блюда сохраняют нежную консистенцию.
Согласно В. В. Похлёбкину, настоящий томлёный вкус получается лишь при приготовлении в русской печи при постепенно снижающейся температуре. Он особо выделяет томлёное молоко.
Современные технологии используют тиховарку или тушение в духовке с периодическим подливанием жидкости для сохранения влажности продукта.